# Simona Škrabec
Simona Škrabec (Ljubljana, Eslovènia, 1968) és una escriptora, professora i traductora eslovena, establerta a Catalunya, especialista en teoria literària i literatura comparada. Nascuda a Ljubljana, va passar la seva infància a la petita ciutat de Ribnica a la regió de la Baixa Carniola. Resideix a Barcelona des de 1992.

## Trajectòria
És llicenciada en Filologia Alemanya i en Literatura Comparada per la Universitat de Ljubljana i doctorada en Literatura Comparada per la Universitat Autònoma de Barcelona en el 2002 amb una tesi sobre els marcs identitaris en la literatura centreeuropea (Geografia imaginària. Els marcs identitaris en el cas de Centreeuropa). Actualment és professora de la Universitat Autònoma de Barcelona i de la Universitat Oberta de Catalunya (UOC).
En la seva obra es pot apreciar un especial interès per la literatura europea del segle XX i la relació de la literatura amb la construcció de la memòria històrica i la identitat.
A més a més de les seves tasques com a escriptora i traductora, fou vocal de la junta directiva de PEN Català i directora de Visat, revista digital de literatura i traducció, creada per aquesta entitat, des de l'any 2006 fins al 2015.
Des de 2014, és presidenta del Comitè de Drets Lingüístics i de Traducció de PEN International. (Translation and Linguistic Rights Committee).
Škrabec és autora dels llibres L'estirp de la solitud(2002), amb el qual va guanyar el Premi Josep Carner a la Teoria Literària, L'atzar de la lluita (2005) i Una pàtria prestada (2017). Juntament amb Arnau Pons, va dirigir un extens projecte sobre l'intercanvi cultural entre Alemanya i Catalunya en el segle XX (Grenzen sind Straßen, 2007-2008, 2 vol.).
És la traductora d'un nombre considerable d'obres literàries. Entre les més destacades, les d'autors serbis i eslovens, com Boris Pahor, Drago Jančar, Aleš Debeljak i Danilo Kiš, traduïdes al català i a l'espanyol, així com les de diversos autors catalans (Jesús Montcada, Jaume Cabré, Gabriel Ferrater, Pere Calders, Maria Barbal, J.V. Foix, Lluís Maria Todó, etc.), traduïdes a l'eslovè.
En el camp de la traducció, també va participar en la recerca col·lectiva To be translated or not to be (Ser traduït o no ser, 2007), dirigida per Esther Allen, sobre la situació de la traducció literària en el món globalitzat, i en el volum Constel·lacions variables (2012), amb Teresa Irribaren, sobre l'impacte dels mitjans digitals en la internacionalització de la literatura.
Col·labora amb assajos i articles sobre literatura en revistes acadèmiques i culturals, i també és crítica literària habitual en diversos diaris de Catalunya. És membre del Comitè Editorial de la revista humanista L'Espill de la Universitat de València des de 2007.
Ha coordinat simposis i projectes de recerca, els resultats dels quals ha editat i publicat a Diàlegs sense fronteres (2011), sobre autors estrangers establerts a Barcelona i que escriuen en català, i Les distàncies d'Europa (2013), una recerca interdisciplinària sobre el futur d'Europa. El 2016, va dirigir l'informe Culture's Oxygen sobre la indústria editorial de llengües minoritàries, de PEN International Arxivat 2019-02-14 a Wayback Machine. encarregada per la UNESCO.

## Obres

### Tesi doctoral
- Geografia imaginària. Els marcs identitaris en el cas de Centreeuropa[6] (2002). Tesi premiada per la Fundació Jaume Bofill.

### Llibres de l'autora
- Torno del bosc amb les mans tenyides. Barcelona: L'Avenç (2019)[7][8]
- Una pàtria prestada. Lectures de fragilitat en la literatura catalana, València: Publicacions de la Universitat de València. (2017)
- L'atzar de la lluita. El concepte d'Europa central al segle XX, València: Afers, (2005)
- L'estirp de la solitud, Barcelona: Institut d'Estudis Catalans (2002). Obra guardonada amb el Premi Josep Carner de Teoria Literària 2001.

### Informes d'investigació
- Culture’s Oxygen. Developing the Minority-language creative writing industry in Kenya, Haiti, Serbia and Nigeria. An inter-regional research, advocacy and development programme. Londres: PEN International; UNESCO (2016)

- To be translated or not to be, volum col·lectiu dirigit per Esther Allen. Barcelona: PEN i l'Institut Ramon Llull (2007)
- La literatura catalana i la traducció en un món globalitzat (amb Carme Arenas). Barcelona: Institució de les Lletres Catalanes; Institut Ramon Llull (2006)

### Coordinació de volums col·lectius
- Carrers de frontera, Passatges de la cultura alemanya a la cultura catalana Volum II, comissariat junt amb Arnau Pons. Barcelona: GenCat, Institut Ramon Llull (2008)
- Carrers de frontera. Passatges de la cultura alemanya a la cultura catalana, Volum I, comissariat junt amb Arnau Pons. Barcelona: GenCat, Institut Ramon Llull (2007)

### Articles (selecció)
- Veus esparses i fragmentades sense pedestal. Sobre la interferència. Sobre la traducció en general i sobre la poesia eslava en concret. Veus baixes 4 (2017)
- Gravar el nom a l'escorça d'un arbre, Quaderns. Revista de Traducció, 23 (2016)
- Atrapats en el present. L' Avenç, 394 (2013)
- Paraules en llibertat. A: Pons, Arnau (coord.). Escriure després. Formes de racisme refinat, banalització erudita d'Auschwitz. Palma: Lleonard Muntaner (2012)
- Un poeta intolerable? Veus baixes. Studia digitalia in honorem Gabriel Ferrater, 0 (2012).
- Intoxicats amb la il·lusió. L'Espill, 40 (2012)
- El difícil llegat de Joan Fuster, L'Avenç (2012)
- Cinc minuts abans d'un pogrom. L'Avenç, 380 [Joseph Roth, Job. La història d'un home senzill. Traducció de Judith Vilar. Barcelona: L'Avenç, 2012]. (2012)
- La vida i la literatura. A: Škrabec, Simona (ed.). Diàlegs sense fronteres. Barcelona: Arts Santa Mònica; La Central (2011)
- Els artistes que es juguen el seu públic. L'Espill, 38[Josep Maria Lluró, Història, memòria, testimoniatge. Un llegat per a Europa, Palma: Lleonard Muntaner, 2011]. (2011)
- Dividir amb residu, Caràcters: és una revista de llibres (2009)
- Una història sense història. Maria Barbal, Pedra de tartera. Els Marges, 89 (2009)
- La distància. L'Espill, 32 (2009)
- L'obra i la seva ombra, Caràcters: és una revista de llibres (2009)
- Integrar-se en una pàtria més gran, Caràcters: és una revista de llibres (2008)
- El punt feble, L'Espill (2008)
- Pensar per pensar?, L'Espill, 28 [El pensament en perill? Barcelona: Krtu, 2008; Tzvetan Todorov, La literatura en perill. Traducció d'Isabel Margelí. Barcelona: Galàxia Gutenberg i Cercle de Lectors, 2007]. (2008)
- Svobodne besede. Primerjalna književnost, 31 (2008)
- Traduccions del i al català: un camí d'anada i tornada, Quaderns: Revista de traducció (2008)
- Paredes de papel, Quaderns de la Mediterrània (revista que es publica en anglès i castellà), (2008)
- Àlbum de fotografies: Sarajevo, 1914 – Sarajevo, 1992. Trípodos 22. [Barcelona: Universitat Ramon Llull, Facultat de Comunicació Blanquerna] (2008)
- La cortina que ens separa del món, Caràcters: és una revista de llibres (2007)
- Hannah Arendt: el llegat, Caràcters: és una revista de llibres (2007)
- L'idealisme sota la lupa, Els Marges: revista de llengua i literatura (2007)
- Què és una literatura menor?, L'Avenç: Revista d'història i cultura (2007)
- El desgel, L'Espill (2007)
- Fundidos entre la multitud, Quimera: Revista de literatura (2007)
- Una contrada on vivien persones i llibres. Caràcters 39 . [Arnau Pons, Celan, lector de Freud, Palma: Lleonard Muntaner, 2007]. (2007)
- Textos. La sageta de la veu, Serra d'Or (2007)
- La guerra als ulls dels escriptors, Caràcters: és una revista de llibres (2006)
- Els pobles que caben en un tren. L'Espill, 24 (2006). [Idith Zertal, La nació i la mort, Palma: Lleonard Muntaner, 2006].
- Els números no enganyen: traduccions de les literatures d'Europa central i Oriental, Caràcters: és una revista de llibres (2005)
- Camí de sirga que no es pot recórrer a peu, Els Marges: revista de llengua i literatura (2005)
- L'home amb bombes: Vladimir Bartol, Alamut, 1938, L'Espill (2005)
- El relleu càrstic Arxivat 2010-07-05 a Wayback Machine., Els Marges: revista de llengua i literatura. L'autora analitza la novel·la La repetició de Peter Handke. (2004).
- Jerarquía de identidades, Pasajes: Revista de pensamiento contemporáneo (2004)
- Intercanvi literari entre Catalunya i Eslovènia, Quaderns: Revista de traducció (2004)
- Les possibilitats perdudes: Pere Calders, entre la ratlla i el desig, Verba hispanica, anuari del Departament de la Llengua i Literatura Espanyolas, Facultat de Filosofia i Lletres, Universitat de Ljubljana (2004)
- Europa central: l'excavació d'un jaciment, L'Espill (2003)
- Contra el pensament prêt-à-porter. Caràcters 23 [Stanislav Lem, Pensaments despentinats. València: Brosquil, 2003]. (2003)
- Els cenotafis de Danilo Kiš, L'Espill (2002)

### Traduccions (selecció)

#### Al català
- Ernest Cassirer; Martin Heidegger. «La controvèrsia de Davos». L'Espill, 54-55, p. 191-210. (2017)
- Tomaž Šalamun. Balada per a la Metka Krašovec [Balada za Metko Krašovec, 1981]. Barcelona: LaBreu. (2016)
- Danilo Kiš. Una tomba per a Boris Davidovič [Grobnica Borisa Davidoviča, 1976]. Manresa: Angle (2016)

- Achille Mbembe. «Necropolítica». L'Espill, 53, p. 5-36. (2016)
- Snježana Kodrić. «El serbocroat avui, entre aspiracions polítiques I fets lingüístics». L'Espill, 49, p. 35-45. (2015)
- Brane Mozetič. El país de les bombes, el país dels prats [Dežela bomb, dežela trav, 2013]. Barcelona: Edicions Bellaterra. (2014)

- Drago Jančar. Aurora boreal. Barcelona: Edicions 1984. (2014)
- Franco Moretti. «Sobre l'evolució literària». L'Espill, 43, p. 151-167. (2013)

- Aleš Debeljak. «La república de les lletres». L'Espill, 41, p. 113-115. (2012)
- Fredric Jameson. «La literatura del Tercer Món». L'Espill, 35, p. 27-50. (2010)
- Brane Mozetič. Banalitats [Banalije, 2003; Še banalije, 2005, selecció]. Vic: Cafè Central; Eumo (Jardins de Samarcanda, 54). (2009)

- Aleš Debeljak. La neu de l'any passat [Somrak idolov, Lanski sneg, Evropa brez Evropejcev, selecció] Palma: Lleonard Muntaner (Traus, 4). (2007)
- Svetlana Makarovič. El forn d'en Musaranya [Pekarna Mišmaš, 1974]. Il·lustracions de Mercè Arànega. Barcelona: Barcanova. (2006)

- Drago Jančar. Katarina, el paó i el jesuïta [Katarina, pav in jezuit, 2000]. Lleida: Pagès Editors. (2005)
- Boris Pahor. Necròpolis [Nekropola, 1997]. Lleida: Pagès Editors. (2004)
- Svetlana Makarovič; Brane Mozetič. He somniat que havies mort. Barcelona: ILC i Emboscall [amb Vicent Alonso, Staša Briški, Aurora Calvet, Jaume Creus, Feliu Formosa, Txema Martínez, Melcion Mateu, Francesc Parcerisas, Tanja Pavlica i Iolanda Pelegrí]. (2004)
- Danilo Kiš. Una tomba per a Boris Davidovič [Grobnica Borisa Davidoviča, 1976]. Manresa: Angle. (2003)
- Drago Jančar. La mirada de l'àngel [Pogled angela, 1992; “Smrt pri Mariji Snežni”]. Manresa: Angle. (2003)

#### Al castellà
- Goran Vojnović. Yugoslavia, mi tierra [Jugoslavija, moja dežela, 2012]. Barcelona: Asteroide. (2017)

- Daša Drndić. Trieste [Sonnenschein, 2007]. Madrid: Automática. (2015)
- Drago Jančar. Zumbidos en la cabeza [Zvenenje v glavi, 1998]. Madrid: Sexto Piso. (2015)
- Brane Mozetič. El país de les bombas, el país de los prados. Barcelona: Edicions Bellaterra. (2014)
- Svetlana Makarovič. La tia Magda [Teta Magda, 1999]. Barcelona: Alfaguara. (2005)

#### A l'eslovè
- Maria Barbal. Intimna dežela [País íntim, 2005]. Ljubljana: Študentska Založba. (2016)
- Manuel Molins. Abu Magrib [Abu Magrib, 2002]. Sodobna drama v Španiji. Maribor: Litera, 99-216. (2014)

- Blai Bonet. Morje [El mar, 1958]. Ljubljana: Center za slovensko književnost. (2014)
- Josep Maria Benet i Jornet. Želja [Desig, 1991]. Sodobna drama v Španiji. Maribor: Litera, 27-98. (2014)

- Llorenç Villalonga. Bearn ali sobana porcelanastih lutk [Bearn o la sala de nines, 1956]. Ljubljana: Študentska Založba (Beletrina, 329). (2012)

- Maria-Mercè Marçal. Pasijon po Renée Vivien [La passió de Renée Vivien, 1994]. Ljubljana: Škuc (Lambda; 91). (2011)

- Maria Mercè Marçal. Staljeni led [Desglaç, 1988]. Ljubljana: Škuc, (Lambda, 78). (2009)
- Maria Barbal. Kamen v melišču [Pedra de tartera, 1985]. Ljubljana: Študentska Založba (Beletrina, 210). (2008)
- Gabriel Ferrater. Ženske in dnevi [Les dones i els dies, selecció, 1968] Ljubljana: Center za slovensko književnost, (Aleph, 116). (2007)

- Jaume Cabré. Evnuhova senca [L'ombra de l'eunuc, 1996]. Ljubljana: Študenska Založba (Beletrina, 149). (2006)
- Lluís Maria Todó. Igra izmišljevanja [El joc del mentider, 1994]. Ljubljana: Center za slovensko književnost (Aleph, 41). (2005)
- Jesús Moncada. Proti toku [Camí de sirga, 1988]. Ljubljana: Študentska Založba (Beletrina, 110). (2004)
- J.V. Foix. Dnevnik iz leta 1918 [Darrer comunicat, 1970; Tocant a mà, 1972]. Ljubljana: Center za slovensko književnost (Aleph, 84). (2003)
- Pere Calders. Kronike prikrite resnice [Cròniques de la veritat oculta, 1955]. Ljubljana: Center za slovensko književnost (Aleph, 71). (2002)

### Comunicacions i ponències (selecció)
- #ProtectLinguists event Arxivat 2020-02-13 a Wayback Machine. Esdeveniment per a la protecció dels lingüistes a la seu de les Nacions Unides de Nova York [amb Linda Fitchett, H.E. Ambassador, Ms. María Bassols, Bill Miller, Dr. Maya Hess, Betsy Fisher, Lucio Bagnulo i Maître Caroline Decroix]. (Nova York, 2019)
- Debat sobre [la] cultura catalana. [amb Maria Bohigas, Najat El Hachmi, Àngels Margarit i Mercè Picornell]. Centre de Cultura Contemporània de Barcelona (CCCB). (Barcelona, 2019)
- La traducción literaria como oxígeno para la cultura. Conferència Inaugural del Grau en Traducció, Interpretació i Llengües aplicades UOC/UVic-UCC, del Màster d'Edició digital i del Màster de Traducció especialitzada. Universitat Oberta de Catalunya, Sala Josep Laporta (Barcelona, 2017)
- Gravar el nom a l'escorça d'un arbre. Conferència inaugural del curs acadèmic. Universitat Pompeu Fabra, Facultat de Traducció i interpretació, Auditori del Campus de la comunicació Poblenou (Barcelona, 2015)
- Importem cultura, exportem cultura [amb Francesc Parcerisas i Joaquim Gestí]. XXII Seminari sobre la Traducció a Catalunya "Traductors, pioners de la cultura". Associació d'Escriptors en Llengua Catalana (AELC), Institució de les Lletres Catalanes (ILC), CCCB. (Barcelona, 2014)
- El país i la ficció [amb Sergi Belbel, Laura Borràs, Francesc Serés i Albert Serra]. III Reflexions Crítiques "Canvis de paradigma: Reptes i Oportunitats de la Cultura". Arts Santa Mònica, Generalitat de Catalunya, Departament de Cultura (Barcelona, 2011)